# حساب هیجانی
محاسبه احساسی (به انگلیسی: Emotional Arithmetic) فیلمی محصول سال ۲۰۰۷ و به کارگردانی پائولو بارزمن است. در این فیلم بازیگرانی همچون سوزان ساراندون، کریستوفر پلامر، گابریل بیرن، روی دوپویس، ماکس فون سیدو، داکوتا گویو و کریس هلدن-رید ایفای نقش کرده‌اند.